# Olonne-sur-Mer

Olonne-sur-Mer este o comună în departamentul Vendée, Franța. În 2009 avea o populație de 13,279 de locuitori.